# Aaron Goulding
Aaron Goulding (* 29. April 1982 in Adelaide) ist ein ehemaliger australischer Fußballspieler.

## Karriere
Goulding spielte im Bundesstaat South Australia für die Para Hills Knights und Elizabeth City in den dortigen Staatsligen, bevor er 2000 in die National Soccer League zu Adelaide City wechselte. Nach dem Rückzug des Teams aus der NSL am Ende der Saison 2002/03, kam er beim Nachfolgeklub Adelaide United unter. 2004 wurde die NSL eingestellt.
Zwischen 2005 und 2007 spielte Goulding für Adelaide United in der neu geschaffenen australischen Profiliga A-League und erreichte 2007 das Meisterschaftsfinale. Er wurde bei der 0:6-Finalniederlage gegen Melbourne Victory zur Halbzeit eingewechselt, als das Team bereits mit 0:3 zurücklag und nach einem Platzverweis bereits in Unterzahl spielte. Am Ende der Saison fand bei Adelaide ein Umbruch statt und er erhielt wie auch seine beiden Abwehrkollegen Kristian Rees und Adam van Dommele keinen neuen Vertrag, da sie nach Meinung der Klub-Verantwortlichen zukünftig zu langsam für die Liga seien. Er kehrte daraufhin zu den Para Hills Knights zurück.
Goulding gehörte bei der U-17-WM 1999 in Neuseeland zu den Stammspielern der australischen Mannschaft, die überraschend bis in das Finale vorstieß und dort erst im Elfmeterschießen Brasilien mit 7:8 unterlag (Goulding verwandelte einen Elfmeter). 2001 war er während der Qualifikation zur Junioren-WM in Argentinien Teil des australischen U-20-Kaders, für die Endrunde wurde er jedoch nicht nominiert.